# Tristesse des anthropophages
Pour plus de détails, voir Fiche technique et Distribution.
Tristesse des anthropophages est un court métrage français de Jean-Denis Bonan réalisé en 1966. Il s'agit d'une farce politique et sociale à caractère surréaliste, et aussitôt interdite par la censure en France. Bravant l’interdiction, le surréaliste Ado Kyrou et l’exploitant Philippe Joyeux le projetteront clandestinement à de nombreuses reprises dès 1967. En mai 1968, le court métrage est diffusé à Paris au cinéma Les 3 Luxembourg occupé par les étudiants contestataires. Tristesse des anthropophages  sortira en salles début 2015, en complément de programme du long métrage inédit La Femme-bourreau (1968-2014) - distributeur : Luna Park Films.

## Synopsis
L'histoire d'un martyr dans une société imaginaire.
« Un nouveau Christ est condamné par ses pairs à réintégrer le ventre maternel et est mené enchaîné, à coups de bâton, jusqu'à l'orifice qui va lui permettre en s'y replongeant de n'avoir jamais vécu ».

## Fiche technique
- Réalisation et scénario : Jean-Denis Bonan
- Chansons : Daniel Laloux
- Image : Gérard de Battista, assistant : Yves Gergoff
- Montage : Alain-Yves Beaujour, Jean-Denis Bonan
- Assistants : Marco Pauly, Gilles Méridou et César Polonio
- Script : Danièle Chauchix
- Décors : Nicolas Deville et Philippe Ducros
- Dessins générique : Nicolas Deville
- Photographe plateau : Gilbert Gibdouny
- Production : Jean-Denis Bonan, avec le concours de Jean Rollin (les films ABC)
- Pays d'origine : France
- Format : Noir et blanc - 35 mm - 1,66:1
- Genre : fiction, expérimental, surréalisme
- Durée : 23 minutes

## Distribution
- Alain-Yves Beaujour : L'avocat de la défense
- Jean-Denis Bonan : L'homme qui se fait piquer
- Catherine Deville
- Nicolas Deville : L'homme à la seringue
- Bernard Égypte
- Bernard Letrou : Le nouveau Christ
- Aguigui Mouna
- Nicole Romain : La femme
- Jean Rollin : Un client du « scato-service » et l'exécuteur de la sentence

## Commentaires
- Le film a été frappé d'interdiction totale et d'interdiction à l'exportation par le comité de censure en janvier 1967 sous le prétexte de « scènes érotiques extrêmement poussées et dialogues scatologiques et obscènes ». Craignant une décision de destruction du négatif, et sur les conseils de Claude Chabrol, Bonan retire les éléments film du laboratoire. Le court métrage est cité dans l'article intitulé « Les infortunes de la liberté : une religieuse, des ministres, des maniaques, des anthropophages, etc. »[2]. Le collectif A.R.C, dont fait partie Jean-Denis Bonan, finance en 1968 le tirage d’une seconde copie 35 mm. En avril 2014, la Commission de classification lève l’interdiction en délivrant un visa « tous publics ».

Réalisé en 1967, Mathieu-fou, second court métrage de Jean-Denis Bonan, sera interdit aux moins de 12 ans. 
- En 2010, Tristesse des anthropophages a été présenté à la Cinémathèque française dans le cadre de la carte blanche à Jean-Pierre Bastid sur le thème Anarchie et Cinéma.
- « Elle est jubilatoire, la Tristesse des anthropophages (...)

Deux ahuris tombent de leur arbre, mûres à point ces deux pommes pour vérifier l’information et découvrir les déjections mentales qui pèsent sur les pauvres humains. Le Christ n’a plus qu’à dégringoler du calvaire, faire à rebours son chemin de croix et retrouver le ventre de la Vierge (…) » Jean-Pierre Bastid.
- « La joyeuse tristesse des anthropophages », Claude Chabrol, à propos du court métrage de Jean-Denis Bonan.

- Selon Otto Rank, le désir de retour au ventre maternel constitue un élément typique du masochisme et, toujours selon Otto Rank, le sujet cherche à retrouver au travers de son immobilisation la situation voluptueuse de l'immobilité intra-utérine[3].